# Sofia Gubaidulina
Sofia Asgatovna Gubaidulina (Chistopol, Tartaristão, 24 de outubro de 1931 – 13 de março de 2025) foi uma compositora russa.

## Biografia
Gubaidulina nasceu em Chistopol, União Soviética, de uma família etnicamente misturada entre Tártaros da região do rio Volga, por parte de seu pai, e de Russos, pela parte de sua mãe. Seu pai, Asgat Masgudovich Gubaidulin, foi um engenheiro e sua mãe, Fedosiya Fyodorovna (née Yelkhova), foi uma professora. Estudou composição e piano no Conservatório Kazan, graduando-se em 1954. Estudou no conservatório de Moscou, até 1959, com Nikolay Ivanovich Peyko e posteriormente com Shebalin, até 1963. Durante seus estudos na União Soviética sua música foi julgada como "irresponsável", devido sua exploração de uma afinação alternativa. No entanto recebeu apoio de Dmitri Shostakovich, que avaliou seu exame final e a encorajou continuar seu "caminho errado". Gubaidulina recebeu permissão para continuar a expressar seu modernismo em várias partituras compostas para documentários, incluindo a produção de 1968 intitulada On Submarine Scooters, filmada em 70mm, numa tomada única em formato widescreen. Também compôs para a conhecida animação russa " As aventuras de Mogli" (uma interpretação da obra de Rudyard Kipling: O livro da selva).
Em meados dos anos 70 Gubaidulina fundou, em companhia dos compositores Viktor Suslin e Vyacheslav Artyomov, o grupo de improvisação instrumental Astreja. Em 1979, durante o 6° Congresso da União dos Compositores da União Soviética, foi colocada numa lista negra como uma dos sete "Khrennikov" por participar, sem aprovação, de alguns festivais de música soviética no Ocidente.
Gubaidulina se tornou mais conhecida no começo dos anos 1980 após interpretação, por Gidon Kremer, de seu concerto para violino Offertorium. Adquiriu fama internacional no final dos anos 1980. Posteriormente compôs uma homenagem a T. S. Eliot usando o texto de sua poesia Quatro quartetos. Em 2000, Gubaidulina, junto a Tan Dun, Osvaldo Golijov e Wolfgang Rihm, recebeu encomenda da Internationale Bachakademie Stuttgart para escrever uma peça para o projeto Passion 2000, em comemoração a Johann Sebastian Bach. Sua contribuição foi a obra Johannes-Passion. Em 2002 compôs Johannes-Ostern ("Páscoa segundo São João"), encomendada pela Hannover Rundfunk. As duas obras formam uma série sobre a morte e a ressurreição de Cristo, sua maior obra até então. Convidada por Walter Fink, foi o 13° compositor em destaque no festival anual de música "Rheingau Musik Festival" de 2003, a primeira feminina. Seu trabalho A luz no final foi apresentado antes da Nona de Beethoven durante o festival de música Proms de 2005. Em 2007 seu segundo concerto para violino, In Tempus Praesens, foi apresentado no Festival de Lucerne, com solo de Anne-Sophie Mutter. Sua criação foi representada no filme de Jan Schmidt-Garre intitulado: Sophia - Biography of a Violin Concerto (Sofia - Biografia de um concerto para violino).
Gubaidulina vive em Hamburgo desde 1992. É membro de academias musicais em Frankfurt, Hamburgo e da Academia Real de Música da Suécia.

## Trabalhos

### Década de 1950
- Quintet for piano, two violins, viola, and violoncello (1957)

### Década de 1960
- Piano Sonata (1965)
- Night in Memphis cantata (1968)
- Musical Toys quatorze peças para piano para crianças (1969)

### Década de 1970
- Vivente - Non Vivente para eletrônicos (1970)
- Concordanza para conjunto de câmara (1971)
- String Quartet No. 1 (1971)
- Ten Preludes para violoncelo solo (1974)
- Rumore e silenzio para percussão e cravo (1974)
- Hour of the Soul poema de Marina Tsvetaeva para grande orquestra de sopros e mezzo-soprano/contralto (1974), para percussão, mezzo-soprano e grande orquestra (1976)
- Sonata for double bass and piano (1975)
- Concerto for bassoon and low strings (1975)
- Hell und Dunkel para órgão (1976)
- Two Ballads para dois trompetes e piano (1976)
- Trio para três trompetes (1976)
- Lied ohne Worte para trompete e piano (1977)
- Duo sonata para dois fagotes (1977)
- Lamento para tuba e piano (1977)
- Misterioso para 7 percussionistas (1977)
- Introitus concerto para piano e orquestra de câmara (1978)
- In Croce para violoncelo e órgão (1979), para bayan e violoncelo (1991)
- Jubilatio para 4 percussionistas (1979)

### Década de 1980
- Offertorium (Жертвоприношение) concerto para violino e orquestra (1980, rev. 1982, 1986)
- Garten von Freuden und Traurigkeiten para flauta, viola, harpa e narrador (1980)
- Perception para soprano, barítono (vozes faladas) e 7 instrumentos de cordas (1981, rev. 1983, 1986)
- Descensio para 3 trombones, 3 percussionistas, harpa, cravo e piano (1981)
- Sieben Worte para violoncelo, bayan e cordas (1982)
- Quasi hoquetus para viola, fagote e piano (1984)
- Hommage à T.S. Eliot
- Hommage à Marina Tsvetayeva para coro a capella
- Stimmen... Verstummen... sinfonia em doze movimentos (1986)
- Rejoice! (Sonata para violino e violoncelo)
- String Trio (1988)
- Jauchzt vor Gott para coro misto e órgão (1989)
- The Unasked Answer (Antwort ohne Frage) colagem para três orquestras (1989)

### Década de 1990
- Alleluja para coro misto, soprano infantil, órgão e grande orquestra (1990)
- Hörst Du uns, Luigi? Schau mal, welchen Tanz eine einfache Holzrassel für Dich vollführt (Слышишь ты нас, Луиджи? Вот танец, который танцует для тебя обыкновенная деревянная трещотка) para seis percussionistas (1991)
- Aus dem Studenbuch sobre um texto de Rainer Maria Rilke para violoncelo, orquestra, coro masculino e uma narradora (1991)
- Gerade und ungerade (Чет и нечет) para sete percussionistas, incluindo címbalo (1991)
- Silenzio para bayan, violino e violoncelo (1991)
- Lauda para contralto, tenor, barítono, narrador, coro misto e grande orquestra (1991)
- Stufen para orquestra (1992)
- Tartarische Tanz para bayan e dois contrabaixos (1992)
- Dancer on a Tightrope (Der Seiltänzer) para violino e piano de cordas (1993)
- Jetzt immer Schnee (Теперь всегда снега) sobre versos de Gennadi Aigi para conjunto de câmara e coro de câmara (1993)
- Meditation über den Bach-Choral "Vor deinen Thron tret' ich hiermit" para címbalo, dois violinos, viola, violoncelo e contrabaixo (1993)
- Рано утром перед пробуждением para três kotos graves japoneses de 17 cordas e quatro kotos japoneses de 13 cordas (1993)
- Allegro Rustico: Klänge des Waldes para flauta e piano (1993)
- And: The Feast is in Full Procession (И: Празднество в разгаре) para viola e orquestra (1993)
- String Quartet No. 4 com fita (1993)
- In Erwartung (В ожидании) para quarteto de saxofones e seis percussionistas (1994)
- Ein Engel para contralto e contrabaixo (1994)
- Figures of Time (Фигуры времени) para grande orquestra (1994)
- Aus der Visionen der Hildegard von Bingen para contralto (1994)
- Music for Flute, Strings, and Percussion (1994)
- Impromptu para flauta (flauta e flauta alto), violino e cordas (1996)
- Quaternion para quarteto de violoncelos (1996)
- Galgenlieder à 3 quinze peças para mezzo-soprano, percussão e contrabaixo (1996)
- Galgenlieder à 5 catorze peças para mezzo-soprano, flauta, percussão, bayan e contrabaixo (1996)
- Concerto for viola and orchestra (1996)
- Ritorno perpetuo para címbalo (1997)
- The Canticle of the Sun of St Francis of Assisi para violoncelo, coro de câmara e orquestra (1997)
- Im Schatten des Baumes (В тени под деревом) para koto, koto grave, zheng e orquestra (1998)
- Two Paths: A Dedication to Mary and Martha para dois violas solo e orquestra (1998)

### Década de 2000
- Johannes-Passion para soprano, tenor, barítono, baixo, dois coros mistos, órgão e grande orquestra (2000)
- Risonanza para três trompetes, quatro trombones, órgão e seis cordas (2001)
- Johannes-Ostern para soprano, tenor, barítono, baixo, dois coros mistos, órgão e grande orquestra (2001)
- The Rider on the White Horse para grande orquestra e órgão (2002)
- Reflections on the theme B-A-C-H para quarteto de cordas (2002)
- Mirage: The Dancing Sun para oito violoncelos (2002)
- On the Edge of Abyss para sete violoncelos e dois waterphones (2002)
- The Light of the End (Свет конца) para grande orquestra (2003)
- Under the Sign of Scorpio variantes sobre seis hexacordes para bayan e grande orquestra (2003)
- Verwandlung (Transformação) para trombone, quarteto de saxofones, violoncelo, contrabaixo e tam-tam (2004)
- ...The Deceitful Face of Hope and Despair para flauta e orquestra (2005)
- Feast During a Plague para grande orquestra (2006)
- The Lyre of Orpheus para violino, percussão e cordas (2006)
- In Tempus Praesens concerto para violino e orquestra (2007)

## Discografia
- Solo Piano Works (1994: Sony SK 53960). "Chaconne" (1962), "Sonata" (1965) e "Brinquedos Musicais" (1968), interpretados por Andreas Haefliger, e "Intróito": Concerto para Piano e Orquestra de Câmara (1978), Andreas Haefliger com a NDR Radiophilharmonie conduzida por Bernhard Klee.
- The Canticle of the Sun (1997) e Music for Flute, Strings, and Percussion (1994). O primeiro executado pelo violoncelista e maestro Mstislav Rostropovich e London Voices conduzido por Ryusuke Numajiri, o segundo pelo flautista Emmanuel Pahud e a Orquestra Sinfônica de Londres conduzida por Rostropovich. Gubaidulina assistiu à gravação de ambas as peças.
- Johannes-Passion (2000). Interpretada por Natalia Korneva, soprano; Viktor Lutsiuk, tenor; Fedor Mozhaev, barítono; Genady Bezzubenkov, baixo; Coro de Câmara de São Petersburgo (dir. Nikolai Kornev); Coro do Teatro Mariinsky de São Petersburgo (dir. Andrei Petrenko); Orquestra do Teatro Mariinsky São Petersburgo conduzido por Valery Gergiev. Estreia mundial gravada ao vivo no Festival Europeu de Música em Stuttgart, 9 de setembro de 2000.